# Georg Schöllgen
Georg Schöllgen (* 29. April 1951 in Düsseldorf) ist ein deutscher römisch-katholischer Theologe und Kirchenhistoriker.
Nach dem Abitur am altsprachlichen Görres-Gymnasium in Düsseldorf studierte Georg Schöllgen von 1970 bis 1975 Katholische Theologie und Klassische Philologie an den Universitäten Bonn und Tübingen. Im Jahr 1982 erfolgte seine Promotion in Alter Kirchengeschichte mit der Arbeit Ecclesia sordida? Zur Frage der sozialen Schichtung frühchristlicher Gemeinden am Beispiel Karthagos zur Zeit Tertullians. Von 1989 bis 1991 war Schöllgen Wissenschaftlicher Mitarbeiter am Franz Joseph Dölger-Institut zur Erforschung der Spätantike der Universität Bonn. Im Jahre 1991 habilitierte er sich an der Universität Bonn für das Fach Alte Kirchengeschichte und Patrologie. Von 1991 bis 1997 war Schöllgen Hochschuldozent für Kirchengeschichte an der RWTH Aachen. Von 1997 bis zu seinem Ruhestand 2017 lehrte er als Professor für Alte Kirchengeschichte und Patrologie an der Universität Bonn. Von 2001 bis 2019 war Schöllgen Direktor des Franz Joseph Dölger-Instituts. Von 2004 bis 2006 war er Dekan der Katholisch-Theologischen Fakultät der Universität Bonn.
Schöllgens Forschungsschwerpunkte sind die Frühchristliche Sozial-, Amts- und Rechtsgeschichte. Er ist seit 2002 Mitglied der Patristischen Kommission der Deutschen Akademien der Wissenschaften und seit 2005 ordentliches Mitglied der Nordrhein-Westfälischen Akademie der Wissenschaften und der Künste. Schöllgen gilt als einer der besten Kenner der antiken und frühchristlichen Ökonomik und als Spezialist in Fragen der Sozialgeschichte und der altkirchlichen Gemeindeordnungen.

## Schriften
Monografien
- Die Anfänge der Professionalisierung des Klerus und das kirchliche Amt in der syrischen Didaskalie (= Jahrbuch für Antike und Christentum. Ergänzungsband 26). Aschendorff-Verlag, Münster 1998, ISBN 3-402-08110-5.
- übersetzt und eingeleitet: Didache = Zwölf-Apostel-Lehre. 2. Auflage, Freiburg im Breisgau u. a. 1992, ISBN 3-451-22101-2.
- Ecclesia sordida? Zur Frage der sozialen Schichtung frühchristlicher Gemeinden am Beispiel Karthagos zur Zeit Tertullians (= Jahrbuch für Antike und Christentum. Ergänzungsband 12). Aschendorff-Verlag, Münster 1984, ISBN 3-402-08512-7.

Herausgeberschaften
- mit Clemens Scholten: Stimuli: Exegese und ihre Hermeneutik in Antike und Christentum. Festschrift für Ernst Dassmann (= Jahrbuch für Antike und Christentum. Ergänzungsband 23). Aschendorff-Verlag, Münster 1996, ISBN 3-402-08107-5.
- mit Sible de Blaauw, Heinzgerd Brakmann, Therese Fuhrer, Hartmut Leppin, Winrich Löhr, Wolfgang Speyer: Reallexikon für Antike und Christentum (RAC). Sachwörterbuch zur Auseinandersetzung des Christentums mit der antiken Welt, Stuttgart, ISBN 3-7772-5006-6.
- mit Sible de Blaauw, Therese Fuhrer, Winrich Löhr: Jahrbuch für Antike und Christentum (JbAC). Aschendorff-Verlag, Münster.